# 八角游乐园站
八角游乐园站是一个位于中国北京市石景山区八角街道、老山街道、鲁谷街道交界西五环路、京原路、石景山路交叉口鲁谷桥东側，属于北京地铁1号线的地铁车站。已经被关闭。1971年11月7日，北京地铁一期工程运营区段线路由北京站至玉泉路站延长到古城路站运营时投入运营。本站原名为八角村站，1986年八角游乐园（即石景山游乐园）建成后，更改为现有站名。此站临近石景山游乐园和老山城市休闲公园。此外，八角游乐园站外（北侧）建有北京地铁文化展示厅。

## 位置
这个站位于西五环路和石景山路交汇处。西临西五环路的八角立交桥，沿石景山路呈东西向布置。

## 结构
车站为双线两个侧式站台地下车站。往古城方向列车，从八角游乐园站起，将改开启右侧车门。2007年为安装进站自动检票闸机，因地下已没有可供进行改造的空间，在地面改建新的南、北两个地面站厅。此外，由于八角游乐园站内的换向联络通道不对外开放，往不同方向乘车需要选择不同的入口进站，不能在站内付费区内换向，需要出站到地上对面出入口去反方向站台，或者“将错就错”，搭乘列车行进一站换乘反方向列车。成为北京地铁车站一个特例。2025年封站改造开始后，由于车站结构将由现有的双侧式站台改造为双岛式站台，同时为解决既有站台不联通的问题，原有站厅和出入口将被拆除并由四个新的出入口和一个新的整体式站厅取代。
本站月台西端设有一条单渡线。衙门口支线也于本站西侧区间引出，经过松林公园后至衙门口站连接一零一铁路，于2022年改造为存车线，可通过在高峰时段向1号线插车的方法缓解1号线西段早高峰压力。在衙门口支线自1号线正线引出段南侧有预留一条单线的隧道，在衙门口支线转向南侧位置也预留有通向西南方向的双线隧道接口，目前均未铺轨，远期将结合1号线青龙湖东支线进行改造。
在2025年6月2日本站暂停运营之前，本站构造如下：
| 地面层 站厅层   | 站厅                                  | A、B出入口，票务服务、自动售票机、自动取款机 一卡通充值（北站厅） |
| 地下一层 站台层 | 側式站台，右侧開门                    | 側式站台，右侧開门                                                |
| 地下一层 站台层 | 1号线往古城（終點站）                 |                                                                   |
| 地下一层 站台层 | 1号线往环球度假区（八通线）（八宝山） |                                                                   |
| 地下一层 站台层 | 侧式站台，右侧開门                    |                                                                   |

- 八角游乐园站北站厅
（2021年5月摄）
- 八角游乐园站南站厅
（2019年10月摄）
- 八角游乐园站侧式站台
（2013年10月摄）
在2016年之前尚未加装屏蔽门
- 八角游乐园站侧式站台
（2017年投入使用半高式屏蔽门）
（2018年11月摄）

## 出入口
2007年前，这个地铁站曾有西北（A1）、东北（A2）、西南（B1）、东南（B2）4个出入口。2007年为安装进站自动检票闸机，进行地面站厅改造扩建，其中A2、B2出入口停止使用，A1、B1出入口则重新编号为北（A）、南（B）出入口。 出入口均带有供残障人士使用的可视对讲呼叫设备、升降平台、盲道、坡道等无障碍设施。2025年车站改造后，旧有出入口将被拆除，并由四个新出入口取代。
原本站出入口如下：
|                          |          |                                 |      |            |
| 编号                     | 指示     | 建議前往的目的地                | 照片 | 无障碍设施 |
| · 北口（古城方向）       | 石景山路 | 石景山游乐园、 老山体育健身中心 |      |            |
| · 南口（环球度假区方向） | 石景山路 | 石景山医院、石景山体育中心      |      |            |
| 註： 設有輪椅升降台      |          |                                 |      |            |

## 封站改造
1号线支线工程将在本站与1号线主线接轨，因此该工程需对本站进行改扩建。根据2023年10月发布的1号线支线工程环境影响评价第二次公示，本站将为1号线支线新建站台，新站台与既有1号线站台结合为分离岛式站台，由此本站将成为双岛四线车站，这种同层双分离岛式车站设计在中国极为罕见。
2024年3月，中国中铁隧道工程局在北京石景山体育场南路安装施工公告，公告称，为了实施1号线支线建设，八角游乐园站计划自2024年7月起至2027年封站改造，该站以西的古城站、苹果园站则封闭到2025年2月。这一计划仅为施工方的初步计划。截至2025年3月，该计划一直未获得北京市人民政府等上级相关部门的批准，除1号线苹果园站仍处于封站改造阶段以外，包括八角游乐园站自身在内的1号线各站仍未封闭。
2025年6月2日起，八角游乐园站封站，预计2027年5月3日恢复运营。

## 外部連結
- 八角游乐园站－北京市地铁运营有限公司官方网站